# غار سن ایک
غار سن ایک که با نام غار کُهک نیز شناخته می‌شود با قدمتی بیش از میلیونها سال است و در منطقه شکار ممنوع کهک شهرستان دلیجان، دهستان دودهک، روستای کهک واقع شده و به همین علت این اثر در تاریخ ۱۱ دی ۱۳۸۰ با شمارهٔ ثبت ۴۶۰۸ به‌عنوان یکی از آثار ملی ایران به ثبت رسیده است.
غار کهک از پُرپرتگاهترین و از معدود غارهای ایران است که دارای بلندترین و در عین حال زیباترین چکیده‌های مخروطی و مرمرین سرخ و مجموعه‌ای از آبشارسنگ‌هاست که از تعدادی سکوهای بزرگ متوالی تشکیل گردیده است که شامل پرتگاه هایی ۱۰ تا ۲۰ متری می باشد که این پرتگاه ها به علت ریزش عظیمی که در زمانهای دور در داخل غار رخ داده است تشکیل شده اند، ساختار [[غار سنگ]] که مجموعه های زیبایی از استالاگمیت و استالاکتیت است رنگهای متنوع و منحصر به فردی را پدید آورده که به علت بافت آهکی و وجود ترکیب گل رس، آهن و جیوه است، طول برخی از این چکیده و چکنده ها بیش از ۱۰ متر می رسد و یکی از بلند ترین ستون های آهکی غارهای ایران با بیش از ۱۴ متر طول در این غار قرار دارد .
با توجه به غارسنگ‌های بزرگ و طویل غار، به نظر می‌رسد غار کُهک از قدیمی‌ترین غارهای زایش‌یافتهٔ ایران باشد.

## ریشهٔ نام
نام غار از کوهی منفرد و کم‌ارتفاع گرفته شده که قلعه قدیمی روستا در قله آن قرار داشته است. این کوه کم‌ارتفاع را کوه کوچک یا کوهک نامیده و به اختصار کُهک می‌گویند. غار کُهک تعدادی سکوی بزرگ متوالی دارد که با پرتگاه ۱۰ تا ۲۰ متری از هم جدا می‌شوند و همهٔ آن‌ها از ابتدا تا انتها زیر تاقدیس مرتفع و بزرگ غار قرار دارند. این غار مانند چاهی عظیم به قطر ۳۰ متر است که با زاویه ۴۵ درجه و بر اثر فرایند غار زایشی پدید آمده است.